# Sophronica dundensis
Sophronica dundensis är en skalbaggsart som beskrevs av Stefan von Breuning 1958. Sophronica dundensis ingår i släktet Sophronica och familjen långhorningar.
Artens utbredningsområde är Angola. Inga underarter finns listade i Catalogue of Life.